# 株式合資会社
株式合資会社（かぶしきごうしがいしゃ：独 Kommanditgesellschaft auf Aktien（独、略してKGaA）、Kommanditaktiengesellschaft（スイス）：仏 société en commandite par actions：英 limited partnership by shares）とは大陸法における会社の形態のひとつ。物的会社（資本会社）の一種とされる。
株式会社と合資会社の中間的な形態であり、その社員は、無限責任社員と株主から成る。無限責任の社員と有限責任の社員が存在する点で2018年現在の日本国の会社法における合資会社に類似しており、後者の社員権について株式の形態を与えられて流動性が高められている点で、株式会社に類似している。
日本では1951年に、商法の一部を改正する法律（昭和25年法律第167号）によって廃止された（既存のものは施行後5年経過で解散）が、ヨーロッパでは現在でも存置している国も多い。
英米法では、リミテッド・パートナー持分に流通性を与えたリミテッド・パートナーシップである、マスター・リミテッド・パートナーシップに近い。
また会社に対する支配権で考察すると、無限責任社員の持分が黄金株、その他出資者の株式が普通株という見方が成り立つ。